# Basiliscus
Basiliscus Laurenti, 1768 è un genere di sauri appartenente alla famiglia Corytophanidae, caratterizzato dalla presenza di un rilievo di pelle di forma triangolare sopra gli occhi.

## Distribuzione e habitat
È diffuso nell'America tropicale, nelle foreste lungo i fiumi dal Nord del Messico al Guatemala fino a raggiungere l'Ecuador meridionale. Necessita di climi caldo-umidi. 

## Tassonomia
Comprende le seguenti specie:
- Basiliscus basiliscus (Linnaeus, 1758)
- Basiliscus galeritus Duméril, 1851
- Basiliscus plumifrons Cope, 1876
- Basiliscus vittatus Wiegmann, 1828

## Caratteristiche
I basilischi sono noti per la capacità di correre sull'acqua.